# We Three Kings
We Three Kings, även "We Three Kings of Orient Are" eller "The Quest of the Magi", är en amerikansk julsång skriven av John Henry Hopkins, Jr. omkring 1857 och först publicerad i hans Carols, Hymns and Song 1863. Sången handlar om de tre vise männen i julevangeliet.